# محسن مهدوی
سیدمحسن موسویان مهدوی (زاده ۱۳۰۴ باکو – درگذشته ۲۵ مهر ۱۳۸۱ لندن) بازیگر سینما و تلویزیون اهل ایران بود.

## زندگی هنری
محسن مهدوی دکترای زبان انگلیسی را از انگلستان و لیسانس موسیقی را از کنسرواتوار رم در ایتالیا گرفت. او به زبان‌های انگلیسی، فرانسه و روسی مسلط بود. اولین بازی او در نقشی فرعی در فیلم مستی عشق به کارگردانی اسماعیل کوشان در سال ۱۳۳۰ بود و بازی او در فیلم شب‌های تهران ساخته سیامک یاسمی در سال ۱۳۳۴ او را به عنوان بازیگر در سینمای ایران مطرح کرد. پس از آن در فیلمی از سیامک یاسمی، به نام یوسف و زلیخا در سال ۱۳۳۵ در نقش یوسف ظاهر شد. مهدوی در همان سال، در یک نقش یک جنایتکار روانی در فیلم هفده روز به اعدام ساخته هوشنگ کاووسی شرکت کرد.

## فیلم‌شناسی

### سینمایی
- بر فراز آسمان‌ها (۱۳۵۷)
- پرستش (فیلم) (۱۳۵۷)
- خیابانی‌ها (۱۳۵۷)
- مریم و مانی (۱۳۵۷)
- حلقه‌های ازدواج (۱۳۵۶)
- خاتون (فیلم) (۱۳۵۶)
- خاکستری (فیلم ۱۳۵۶) (۱۳۵۶)
- سلام تهران (۱۳۵۶)
- با هم ولی تنها (۱۳۵۵)
- شیر خفته (۱۳۵۵)
- گل خشخاش (فیلم) (۱۳۵۵)
- بابا خالدار (۱۳۵۴)
- خانه خراب (۱۳۵۴)
- رانده شده (۱۳۵۴)
- هم‌قسم (۱۳۵۴)
- هیچکی بابا نمیشه (۱۳۵۴)
- دروغگوی کوچولو (۱۳۵۳)
- بلند پرواز (۱۳۵۲)
- جبار سرجوخه فراری (۱۳۵۲)
- شیخ صالح (۱۳۵۲)
- هفت دلاور (فیلم ۱۳۵۲) (۱۳۵۲)
- اعجوبه‌ها (۱۳۵۱)
- خوشگله (۱۳۵۱)
- خیلی هم ممنون (۱۳۵۱)
- فاتح دل‌ها (۱۳۵۱)
- فدایی (فیلم) (۱۳۵۱)
- قدیر (۱۳۵۱)
- یک جو غیرت (۱۳۵۱)
- آتشپاره شهر (۱۳۵۰)
- پنجره (فیلم ۱۳۴۹) (۱۳۴۹)
- رضا موتوری (۱۳۴۹)
- زیبای جیب بر (۱۳۴۹)
- یاقوت سه چشم (۱۳۴۹)
- امشب دختری می‌میرد (۱۳۴۸)
- رابطه (فیلم ۱۳۴۸) (۱۳۴۸)
- قصر زرین (۱۳۴۸)
- سوگند سکوت (۱۳۴۸)
- بسترهای جداگانه (۱۳۴۷)
- تک تازان صحرا (۱۳۴۷)
- ایستگاه ترن (۱۳۴۵)
- کلاه نمدی (۱۳۴۵)
- لیلاج (فیلم) (۱۳۴۵)
- مراد و لاله (۱۳۴۴)
- بن‌بست (فیلم ۱۳۴۳) (۱۳۴۳)
- بیم و امید (۱۳۳۹)
- بازی عشق (۱۳۳۸)
- گوهر لکه دار (۱۳۳۸)
- چشم‌به‌راه (فیلم) (۱۳۳۷)
- عروس فراری (فیلم ۱۳۳۷) (۱۳۳۷)
- برهنه خوشحال (۱۳۳۶)
- بوسه مادر (۱۳۳۵)
- هفده روز به اعدام (۱۳۳۵)
- یوسف و زلیخا (فیلم ۱۳۳۵) (۱۳۳۵)
- دزد بندر (۱۳۳۴)
- غروب عشق (۱۳۳۴)
- شب‌های تهران (۱۳۳۲)

### تلویزیونی
- پهلوانان (۱۳۴۸)
- گذر عمر (۱۳۵۱)
- طلاق (۱۳۵۶)